# KLAN (časopis)
KLAN byl první český časopis o hrách v elektronické podobě (na CD). Vycházel od prosince 1996 (KLAN 0) do června 2000 (KLAN 42).
Jednalo se o projekt Jana Eislera (autor mnoha článků pro časopisy Excalibur a Score).
V roce 2011 Daniel Felix Hrouzek publikoval na web KLAN 2011 všechny čísla časopisu v podobě ISO obrazů v původní podobě.

## Obsah časopisu
Časopis se zaměřoval na některá témata pravidelně, obvyklý obsah byl následující (rubriky čísla 16):
- Film a video
- Hudba
- Počítačové hry
- Comics
- Hobby hry
- Výtvarné umění
- Divadlo
- Literatura
- Cestování

## Technické pozadí
KLAN 0 až 27 měl interface časopisu naprogramovaný pro operační systém MS-DOS, ale byl schopen běžet v okně v tehdejších Windows, které podporovaly nativně aplikace pro MS-DOS.
Novější čísla KLANu 28–42 měla interface časopisu jako standardní Windows aplikace.